# Deinogalerix

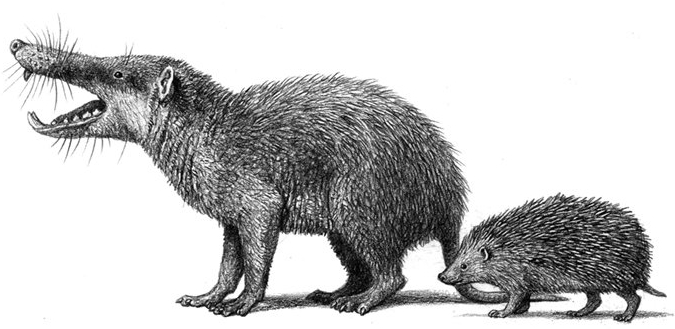
Rekonstruktion mit europäischem Braunbrustigel zum Vergleich

 Deinogalerix  („furchterregender Igel“) ist eine ausgestorbene Gattung der Rattenigel (Galericinae) und lebte vor rund 10 Millionen Jahren, im späten Miozän, endemisch auf der Paläo-Insel Gargano, die heute als Halbinsel mit dem italienischen Festland verbunden ist.
Mit einer Schädellänge von bis zu 20 Zentimetern, einer Gesamtlänge von 60 Zentimetern und einem geschätzten Gewicht von 10 Kilogramm  gehört die größte Art, Deinogalerix koenigswaldi, zu den größten bekannten Vertretern der Igel; diese Art wurde von M. Freudenthal beschrieben und durch die Namensgebung seinem Mentor, Professor Gustav Heinrich Ralph von Koenigswald gewidmet. Es sind noch vier weitere Arten bekannt. 
Deinogalerix besaß wie die heutigen Rattenigel (Galericinae) kein Stachelkleid, sondern ein Fell aus langen, borstigen Haaren.

## Arten
- Deinogalerix koenigswaldi
- Deinogalerix minor
- Deinogalerix intermedius
- Deinogalerix freudenthali
- Deinogalerix brevirostris

Im Jahre 2013 beschrieben Boris Villier, Lars W. Van Den Hoek Ostende, John De Vos und Marco Pavia eine weitere Art, der sie zu Ehren von Federico Masini den Namen Deinogalerix masinii gaben.